# Clickair
Clickair fou una línia aèria de baix cost, controlada majoritàriament per Iberia LAE, amb base d'operacions a Barcelona.
Clickair començà a volar el primer d'octubre de 2006 essent el primer, un vol Barcelona-Sevilla.
Les primeres destinacions des de Barcelona van ser: Sevilla, Lisboa, Zuric i Ginebra. Des de Sevilla també hi va haver un vol fins a París (Orly).
El primer de novembre de 2006 van començar els vols des de València: un a Roma (Fiumicino) i un altre a París (Orly).
La pàgina web de Clickair va començar a vendre passatges el 7 de setembre de 2006 i estava disponible en català, anglès, castellà, alemany, italià, francès i portuguès.
La major part dels avions que utilitzava havien estat prèviament propietat d'Iberia, de la mateixa manera que les rutes en les quals operava. És a dir, operava en rutes que per a Iberia eren poc rendibles, i que, en haver disminuït el nivell de qualitat del servei, si que ho foren.
El juliol de 2009 va culminar la fusió amb la competidora directa Vueling. L'aerolínia sorgida d'aquesta fusió opera amb la marca Vueling, desapareixent Clickair.

## Destinacions

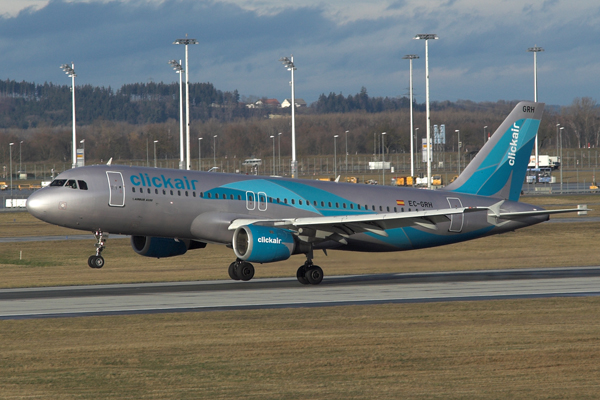
Airbus A320

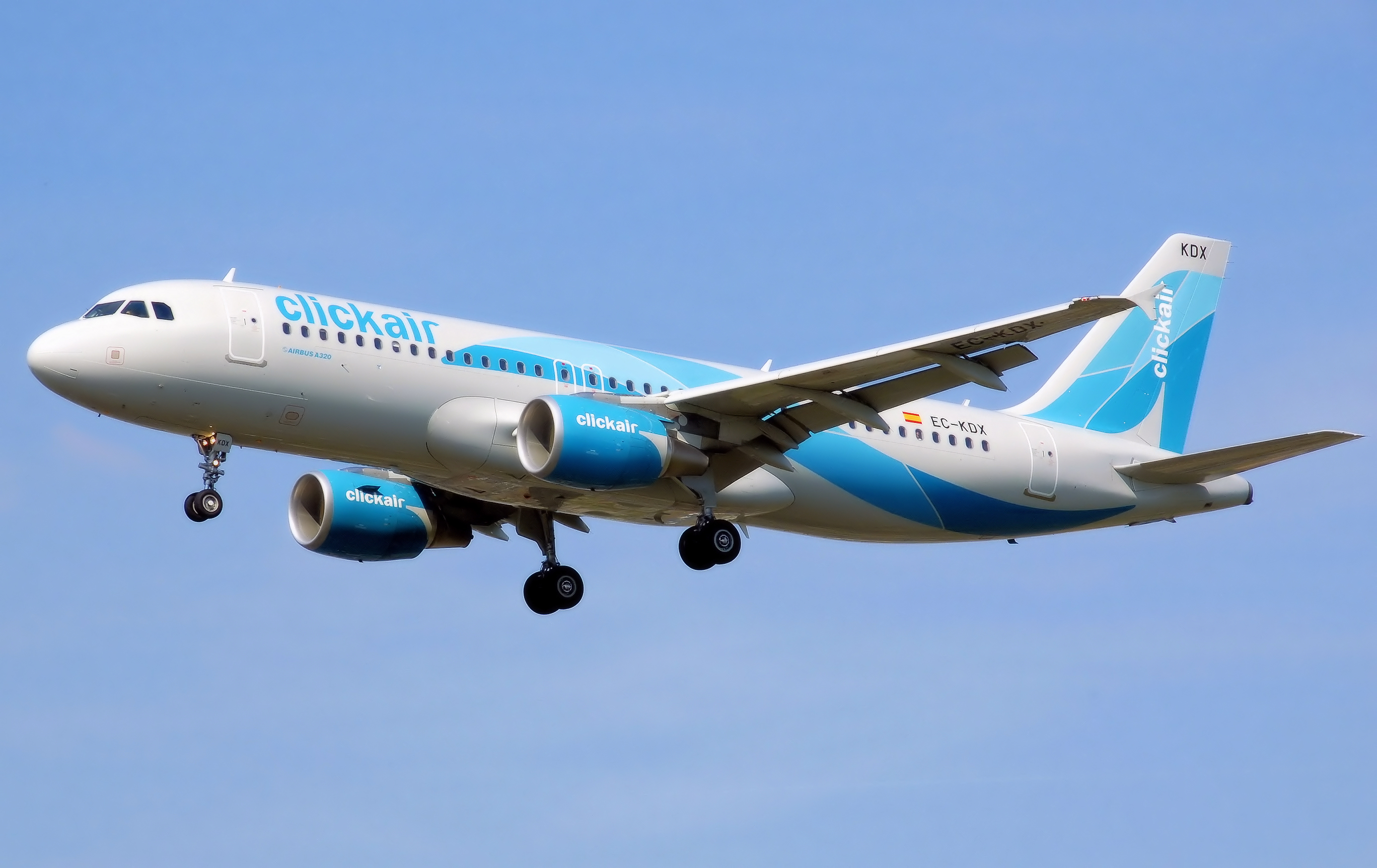
Airbus A320-200 landing

A 1 de gener de 2008, Clickair volava des de 6 bases a les següents destinacions.
- Des de Barcelona: Alacant (començant el 24 de febrer de 2008), Amsterdam, Astúries (començant l'1 de març de 2008), Atenes, Berlin-Tegel, Bilbao, Brussel·les (començant l'1 de març de 2008), Bucarest-Otopeni, Budapest, Casablanca, Dublin, Dubrovnik (de temporada), Edimburg, Frankfurt, Ginebra, Granada, Gran Canària, Eivissa, Helsinki, Jerez de la Frontera, La Corunya, Lisboa, Lió, Marrakesh, Màlaga, Malta (de temporada), Menorca, Milà-Malpensa (començant l'abril de 2008), Moscou-Domodedovo (de temporada), Múnic, Nador (de temporada), Nàpols, Oporto, Palerm, Palma, Pisa, Praga, Roma-Fiumicino, Santiago de Compostela, Sevilla, Sofia (començant l'1 de febrer de 2008), Tànger (de temporada), Tenerife Nord, Tunis, Venècia, Verona, Viena, Vigo, Varsòvia, Zúric). Planejat per a la temporada alta de 2008: El Caire, Istanbul, Tel-Aviv.

- Des de València: Londres-Heathrow, Milà-Malpensa, París-Orly, Roma-Fiumicino.

- Des de La Corunya: Barcelona, Sevilla, Londres-Heathrow.

- Des de Bilbao: Barcelona, Màlaga, Paris-Charles de Gaulle, Londres (començant l'abril de 2008).

- Des de Màlaga: Barcelona, Bilbao.

- Des de Sevilla: La Corunya, Amsterdam, Barcelona, Londres-Gatwick, Paris-Orly, Roma-Fiumicino.